# Piro Pendás
Piro Pendás (La Habana, 23 de junio de 1957) es un músico, cantante, compositor y productor, líder de la banda mexicana de rock Ritmo Peligroso y conductor del podcast Cómo Está La Banda. 
Fue líder y fundador de Dangerous Rhythm, una de las primeras bandas de punk rock en México, que en 1978 cambió los rumbos de la música de rock de ese país y que más tarde castellanizó su nombre a Ritmo Peligroso fusionando ritmos afroantillanos con rock y cantando en español, dando así una nueva identidad al rock mexicano. 
Durante una pausa en su carrera con Ritmo Peligroso, Piro lanzó un álbum homónimo en solitario (Piro, 1992), producido por el reconocido músico y productor colombiano Chucho Merchan; y formó el grupo de rock Los Humanos lanzando el álbum Instinto Animal (1996).
Piro es conductor de su propio podcast Cómo Está La Banda, en el que aborda temas relacionados con la música y el arte en general, así como entrevistas con personalidades del mundo del rock en español, y que transmite semanalmente en YouTube y en las principales plataformas digitales de audio.
Piro también es una de las voces del exitoso proyecto Rock En Tu Idioma Sinfónico creado por Sabo Romo (Caifanes) y Eliseo Reyna.
A lo largo de su carrera musical, Piro ha lanzado ocho discos y creado éxitos como “Marielito”, “La Guerra Acaba”, “Déjala Tranquila”, “Contaminado”, “Amor en América”, “Jugando Chueco” y “Se Te Nota”. También ha colaborado con muchos artistas, entre ellos Tex Tex, Machingón, La Matatena, Kenny y Los Eléctricos, Los Amantes de Lola, Ricky Luis, Sergio Arau y los Heavy Mex, y Decibel. 
Algunas de sus canciones han sido grabadas por agrupaciones como Los Flamers, Súper Gallo y La Sonora Caliente, y recopilaciones como la de Rock en tu Idioma Sinfónico. Además, ha realizado jingles para televisión; compuso en 2005 el tema principal de la película Un Día Sin Mexicanos de Sergio Arau, y en 2009 la música del corte de la cinta Condones.com. Como productor ha trabajado con La Matatena, Malena Duran, Benny Corral, Sandra Echeverría, Cesar Borja, Los Humanos, y Ritmo Peligroso.
Con su banda, Piro ha participado en festivales como Vive Latino y el festival del Centro Histórico de la Ciudad de México, así como en la Feria Internacional de la Música (Guadalajara) y en eventos masivos organizados por Telehit, Alfa Radio y WFM. 
Entre sus galardones destacan discos de Oro por Déjala Tranquila y de Platino por Rock en tu Idioma Sinfónico; palmas de Oro como Mejor Cantante (1988) y como Mejor Grupo de Rock (1989), otorgadas por el Círculo Nacional de Periodistas, y el reconocimiento Trayectoria 25 Años (2017) entregado por la Sociedad de Autores y Compositores de Música (SACM).

## Primeros años
Piro descubrió su pasión por la música desde muy niño. A los 14 años de edad comenzó a tocar el bajo y posteriormente la guitarra y la flauta transversal. Pero no fue sino hasta el verano de 1978, que decidió dedicarse profesionalmente a la música cuando se encontró con el movimiento punk, en la escena de clubes como el Whisky A Go Go y el Roxy, en la ciudad de Los Ángeles, California.

## Dangerous Rhythm
A raíz de sus experiencias en la ciudad de Los Ángeles en el verano de 1978, Piro regresó a México con la obsesión de formar una banda de punk rock. El 6 de agosto de ese mismo año se organizó el primer ensayo oficial de la primera banda de punk rock mexicano, y una de las primeras del género en América Latina: Dangerous Rhythm.
En un principio, el grupo se presentaba tocando “covers” de bandas de punk británico y estadounidense como Wire, Sex Pistols, The Clash, Sham 69, Devo y Ramones. Gradualmente fueron creando sus propias canciones hasta que estas formaron la mayor parte de su repertorio en todos sus conciertos. 
Los primeros conciertos de Dangerous Rhythm fueron en los hoyos fonky, del área metropolitana de la Ciudad de México, alternando con grupos como Three Souls In My Mind, Paco Gruexxo y La Tlatelolco Rock Symphony, Árbol, Nuevo México, y Enigma, entre otros. Con el tiempo, y a medida que el punk se puso de moda en México, fueron contratados para tocar en discotecas y en otros lugares de eventos. El grupo aprovechó este momento para presentarse por toda la Ciudad de México y sus alrededores.
En 1981, se convirtieron en la banda de casa de Hip 70, la icónica tienda de discos importados dirigida por Armando Blanco, en la que se abrió un Club de Rock que fue cuna importante del punk mexicano en el sur de la ciudad.
Para estas fechas, ya habían grabado un disco sencillo, con las canciones “No No No”, “The Bar” y un cover punk de “Stray Cat Blues” de The Rolling Stones (1979); y un EP con tres canciones que eran importantes temas dentro del repertorio de la banda: “Electroshock”, “Social Germ” y “I Pity You” (1980). Ambos discos bajo el sello de Discos Orfeón.
A mediados de 1981, la banda grabó su primer álbum Dangerous Rhythm con 12 temas, en su mayoría en inglés, sobresaliendo las dos canciones cantadas en español “Indocumentado” y “Estás Perdida”. Se grabó en los estudios ARY de la Ciudad de México bajo la producción de Ricardo Ochoa, y con Max Reese (Tom Petty And The Heartbreakers) como ingeniero de grabación y mezcla. El álbum salió a la venta a finales de 1981 bajo el sello de Discos Hip 70, el único disco producido por ese sello en toda su historia. El álbum fue muy bien recibido por los fans. 
Después de realizar una serie de conciertos por la Ciudad de México, la banda emprendió una gira de cuatro meses junto con Kenny y Los Eléctricos. La gira se llamó “Gira del Pacífico 82”, con presentaciones en ciudades a lo largo de la costa oeste de México y Estados Unidos, comenzando en Guadalajara, Jalisco y terminando en Los Ángeles, California. Durante esta gira la banda se fogueó y creció a nivel musical y escénico. Sus conciertos en lugares como The Lhasa Club, Hollywood Tropicana, Club Lingerie y HJ’s Club, de la ciudad de Los Ángeles, lograron muy buenas críticas en periódicos angelinos como LA Times, Los Angeles Herald Examiner, y el periódico de habla hispana La Opinión.
Fue en esta época cuando surgió la emblemática canción “Marielito”. Con este tema la banda se sintió identificada y con deseos de seguir buscando sonidos y propuestas dentro de esta fusión musical.

## Ritmo Peligroso
Piro y su banda decidieron castellanizar el nombre del grupo a Ritmo Peligroso y enfocarse a crear una nueva fusión musical con percusiones y ritmos afroantillanos. En junio de 1985, lanzaron el que se convirtiera en uno de los álbumes más importantes del rock mexicano: En La Mira (Comrock/WEA), ya bajo el nombre de Ritmo Peligroso y con la mayoría de los temas grabados en español. 
El álbum se puede considerar como uno de los primeros discos mexicanos de fusión de la década de los 80, con un sonido sumamente original, que abrió un nuevo género de rock en México: el Rock Latino o Tropi-Rock. El trabajo presentó un nuevo sonido, al que se le calificó como rock latino, con tintes de ska, y por supuesto, con letras del aguerrido punk. En La Mira se colocó rápidamente en el gusto del público y hasta la fecha es considerado un disco fundamental dentro de la música de rock en México.
En 1987, Ritmo Peligroso realizó una gira por Estados Unidos, alternando el 14 de junio con el guitarrista Carlos Santana en un concierto al aire libre en el Mission District Festival de San Francisco, California.
En 1988, la banda grabó su disco más exitoso a nivel comercial titulado Ritmo Peligroso (Melody). El álbum llegó a ser Disco de Oro a los pocos meses de lanzado y contiene dos de los temas más exitosos de la banda: “Déjala Tranquila” y “Contaminado”. Para la promoción de este álbum, la banda realizó giras por toda la República Mexicana. En octubre de ese año volvieron a alternar con Carlos Santana, pero ahora en el estadio Nou Camp de León, Guanajuato. En abril de 1989, fueron invitados a participar en el Festival Chateau Rock en la provincia de Córdoba, Argentina. En diciembre de ese mismo año, el presidente de Guatemala, Vinicio Cerezo, los invitó a tocar en su país. El tema “Contaminado” formó parte de una campaña en contra de la contaminación auspiciada por el Gobierno del Distrito Federal en 1989. En marzo de 1991, Ritmo Peligroso decidió tomarse un descanso.

## En solitario
En 1992, Piro lanzó su primer y único álbum en solitario Piro (Melody). La grabación se llevó a cabo en el estudio Barefoot en la ciudad de Londres, Inglaterra, y fue producido por el músico colombiano Chucho Merchan. El álbum cuenta con participaciones de músicos como Dave Stewart (Eurythmics), Glen Nightingale, Chris “Snake” Davis (Lisa Stanfield), y Jimmy Pursey (Sham 69). De este álbum se desprendió el éxito “Jugando Chueco”.

## Los Humanos
Algunos años más tarde, Piro formó el grupo de hard rock Los Humanos junto con Nacho Acosta (Neón) en los teclados y coros, Sergio “Yeyo” Hernandez (Bon y Los Enemigos del Silencio) en la batería, Icar Smith (Cristal y Acero) en la guitarra, y Rafael “Primo” Garcia (Sistema) en el bajo. En 1996, la banda grabó el disco Instinto Animal (MCA/Opción Sónica), calificado por la crítica nacional como el mejor álbum de rock mexicano de ese año.

## Regreso de Ritmo Peligroso
En 1998, Ritmo Peligroso se reunió de nuevo y lanzaron el disco Cortes Finos (Opción Sónica) que incluyó varios temas inéditos, grabados a lo largo de toda su carrera, más tres versiones en vivo de sus temas más exitosos, “Marielito”, “Pa'qué Violencia” y “Contaminado”, grabados en el Hard Rock Cafe de la Ciudad de México.
La banda evolucionó y se abrió a la exploración de nuevas técnicas y propuestas musicales. En 2002, la banda grabó el álbum Matacandela, bajo la producción de Sabo Romo (Caifanes), Piro y Avi Michel. “Este CD muestra la frescura y madurez de una banda que nunca dejó de buscar nuevas formas de reinventarse a sí mismos”. En agosto de 2012, Ritmo Peligroso celebró su 34 aniversario con un concierto de tres horas en el Teatro Metropolitan de la Ciudad de México, en el que tocaron una canción por cada año de vida de la banda. En este concierto participaron como invitados Eulalio Cervantes “Sax” (Maldita Vecindad), Sergio Arau (Botellita de Jerez) y Sabo Romo (Caifanes). En 2013, la banda lanzó el tema “Mi Tierra” con las participaciones de Dr. Shenka, Paco Barajas y Misael Oceguera, de Panteón Rococó.
A finales de 2017, Piro y Ritmo Peligroso entraron a los estudios de Sony Music para grabar su CD/DVD de 40 aniversario, Pa’lante Hasta Que Tu Body Aguante. El trabajo incluyó doce éxitos importantes en la historia de la banda, desde Dangerous Rhythm hasta Ritmo Peligroso, y la canción inédita “Las Calles De Mi Continente”, un tema con acordeón y matices de huapango. En esta grabación colaboraron Leo De Lozanne (Fobia), Alex Lora (El Tri), Ruben Albarran (Cafe Tacvba), Paco Familiar (DLD), Sax (Maldita Vecindad), Chava Moreno (La Castañeda), Sergio Santacruz y Humberto Calderon (Neon), Dr. Shenka (Panteón Rococó), Sabo Romo (Caifanes),  Sergio Arau (Botellita de Jerez), Emil Anaya (Los De Abajo), Pablo Novoa, y el pianista Hector Infanzón. El disco se presentó en un concierto en el festival Vive Latino 2018, con la participación de la mayoría de los artistas mencionados.

## Cómo Está La Banda
En junio de 2020, Piro lanzó su podcast titulado Cómo Está La Banda, que se transmite semanalmente en YouTube y en las principales plataformas digitales de audio. El contenido del podcast está relacionado con la música y el arte en general, con secciones de comentarios, recomendaciones, bandas emergentes, y entrevistas a personalidades del mundo del rock en español. Acerca de su podcast, Piro dijo: “Me interesa mucho promover talento nuevo, tengo invitados de lujo, artistas muy conocidos, pero no quiero pasármela así, sino también darle espacio a bandas más jóvenes que están haciendo las cosas bien”. Ref "Algo que enriquece esta formidable idea es compartir el espacio con compañeros musicales de todas las generaciones, pues ha tenido a grandes rockeros mexicanos como Javier Batiz, Alex Lora, Shenka de Panteón Rococó, Alfonso de Caifanes, y muchos más en donde además de compartir grandes anécdotas del rock mexicano, hablan de música y de las influencias de cada uno de los invitados y se detecta la sabiduría musical y los detalles técnicos así como el conocimiento contextual de cada uno de los discos que discuten en este espacio. Piro Pendas deja muy claro que es un gran conversador pues tiene un gran timing para hacer que la emisión que dura aproximadamente 1 hora, se haga muy amena, además de que los invitados se sienten muy cómodos de platicar cosas que tal vez con otros entrevistadores no sería igual."

## Discografía

### Con Dangerous Rhythm
- “The Bar’,”No, No, No” (Single) (1979) Discos Orfeón
- “Electroshock”, “Social Germ”, “I Pity You” (EP) (1980) Discos Orfeón
- Dangerous Rhythm (1981) Discos Hip 70
- “Marielito” (Single, versión en inglés) (1984)

### Con Ritmo Peligroso
- En La Mira (1985) Comrock/WEA
- Ritmo Peligroso (1988) Discos Melody
- Cortes Finos (1998) Opción Sónica
- Matacandela (2002) Discos Espiral
- Lo Mejor del Rock Mexicano (2006) Universal
- Pa’lante Hasta Que Tu Body Aguante (2018) Drágora Records
- Mi Tierra (Single) (Con Panteón Rococó) (2017)

### Con Los Humanos
- Instinto Animal (1996) MCA/ Opción Sónica

### En solitario
- Piro (1992) Discos Melody

### Participaciones especiales
- El Poeta del Ruido - Decibel - “Manatí” (1978)
- Kenny y Los Eléctricos -  Kenny Fest - “Me Nublaste el Pensamiento” (2003)
- Tex Tex - *86 - “Pobre Rocanrolero” (2006)
- Rock en tu Idioma Sinfónico vol. I - “Marielito” (2015)
- Machingón - “Ay Wey” (2017)
- Rock en tu Idioma Eléctrico vol. I - “Déjala Tranquila” (2020)

## Premios y nominaciones
- 1988 Palmas de Oro como Mejor Cantante Círculo Nacional de Periodistas
- 1989 Palmas de Oro como Mejor Grupo de Rock (Ritmo Peligroso) Círculo Nacional de Periodistas
- 2017 Trayectoria 25 Años Sociedad de Autores y Compositores de México (SACM)